# 2. ŽNL Zadarska 2022./23.
Ovaj članak je podtema članka: 6. rang HNL-a 2022./23.

2. ŽNL Zadarska u sezoni 2022./23. predstavlja drugi stupanj županijske lige u Zadarskoj županiji, te ligu šestog stupnja hrvatskog nogometnog prvenstva. U natjecanju sudjeluje šest klubova koji igraju četverokružnu ligu (20 kola). 
 
Prvak je postao klub "Galovac".

## Sustav natjecanja
Bilo je predviđeno da sudjeluje 9 klubova, ali su uoči Plenuma lige odustala dva, kad je7 klubova trebalo igrati trukružnu ligu (21 kolo, 18 utakmica po momčad) 

 
a potom, uoči samog starta lige još jedan ("Velebit"). 

Kako je u ligi ostalo 6 klubova, liga se igra četverokružno (20 kola). 

## Sudionici
- Arbanasi – Zadar
- Debeljak – Debeljak, Sukošan
- Galovac – Galovac
- NOŠK – Novigrad
- Podgradina – Podgradina, Posedarje
- Vrčevo – Glavica, Sukošan

Klubovi koji su odustali uoči početka
- Croatia – Stankovci
- Pag – Pag
- Velebit – Gračac

## Ljestvica
| Poz. | Momčad        | U  | P  | N | I  | G+ | G– | G+/– | Bod. | Nastavak natjecanja ili ispadanje |
| ---- | ------------- | -- | -- | - | -- | -- | -- | ---- | ---- | --------------------------------- |
| 1.   | Galovac (P)   | 20 | 15 | 2 | 3  | 62 | 22 | +40  | 47   | 1. ŽNL                            |
| 2.   | Podgradina    | 20 | 9  | 3 | 8  | 39 | 41 | −2   | 30   |                                   |
| 3.   | Debeljak      | 20 | 8  | 4 | 8  | 37 | 40 | −3   | 28   |                                   |
| 4.   | Vrčevo        | 20 | 7  | 5 | 8  | 38 | 45 | −7   | 25   |                                   |
| 5.   | Arbanasi      | 20 | 7  | 2 | 11 | 42 | 51 | −9   | 23   |                                   |
| 6.   | NOŠK Novigrad | 20 | 5  | 2 | 13 | 26 | 45 | −19  | 17   |                                   |

1. ↑  1 bod oduzet od saveza.

## Rezultati
Ažurirano: 8. lipnja 2023. (kraj sezone) 
| 1. kolo             | 1. kolo |
| ------------------- | ------- |
| 24. rujna 2022.     |         |
| Debeljak – NOŠK     | 1:0     |
| Podgradina – Vrčevo | 3:0     |
| 5. listopada 2022.  |         |
| Arbanasi – Galovac  | 3:4     |
| [ 5 ]               |         |

| 2. kolo               | 2. kolo |
| --------------------- | ------- |
| 1. listopada 2022.    |         |
| Arbanasi – Podgradina | 1:3     |
| Galovac – NOŠK        | 5:2     |
| Vrčevo – Debeljak     | 1:1     |
| [ 5 ]                 |         |

| 3. kolo              | 3. kolo |
| -------------------- | ------- |
| 8. listopada 2022.   |         |
| Podgradina – Galovac | 1:2     |
| Debeljak – Arbanasi  | 1:4     |
| NOŠK – Vrčevo        | 1:0     |
| [ 5 ]                |         |

| 4. kolo               | 4. kolo |
| --------------------- | ------- |
| 15. listopada 2022.   |         |
| Galovac – Vrčevo      | 4:2     |
| Podgradina – Debeljak | 1:0     |
| 16. listopada 2022.   |         |
| Arbanasi – NOŠK       | 0:1     |
| [ 5 ]                 |         |

| 5. kolo             | 5. kolo |
| ------------------- | ------- |
| 22. listopada 2022. |         |
| Debeljak – Galovac  | 0:6     |
| NOŠK – Podgradina   | 1:2     |
| Vrčevo – Arbanasi   | 4:2     |
| [ 5 ]               |         |

| 6. kolo             | 6. kolo |
| ------------------- | ------- |
| 29. listopada 2022. |         |
| NOŠK – Debeljak     | 2:3     |
| Vrčevo – Podgradina | 4:2     |
| 1. studenog 2022.   |         |
| Galovac – Arbanasi  | 1:2     |
| [ 5 ]               |         |

| 7. kolo               | 7. kolo |
| --------------------- | ------- |
| 5. studenog 2022.     |         |
| Debeljak – Vrčevo     | 3:4     |
| NOŠK – Galovac        | 1:7     |
| Podgradina – Arbanasi | 2:0     |
| [ 5 ]                 |         |

| 8. kolo              | 8. kolo |
| -------------------- | ------- |
| 12. studenog 2022.   |         |
| Arbanasi – Debeljak  | 6:3     |
| Vrčevo – NOŠK        | 2:2     |
| Galovac – Podgradina | 2:0     |
| [ 5 ]                |         |

| 9. kolo               | 9. kolo |
| --------------------- | ------- |
| 18. studenog 2022.    |         |
| NOŠK – Arbanasi       | 4:0     |
| 19. studenog 2022.    |         |
| Debeljak – Podgradina | 3:0     |
| 3. prosinca 2022.     |         |
| Vrčevo – Galovac      | 0:4     |
| [ 5 ]                 |         |

| 10. kolo           | 10. kolo |
| ------------------ | -------- |
| 23. studenog 2022. |          |
| Arbanasi – Vrčevo  | 2:5      |
| 26. studenog 2022. |          |
| Galovac – Debeljak | 3:0      |
| 4. prosinca 2022.  |          |
| Podgradina – NOŠK  | 3:2      |
| [ 5 ]              |          |

| 11. kolo            | 11. kolo |
| ------------------- | -------- |
| 18. ožujka 2023.    |          |
| Debeljak – NOŠK     | 2:0      |
| Podgradina – Vrčevo | 3:2      |
| Arbanasi – Galovac  | 1:6      |
| [ 5 ]               |          |

| 12. kolo              | 12. kolo |
| --------------------- | -------- |
| 25. ožujka 2023.      |          |
| Galovac – NOŠK        | 3:0      |
| Vrčevo – Debeljak     | 0:2      |
| 20. travnja 2023.     |          |
| Podgradina – Arbanasi | 5:4      |
| [ 5 ]                 |          |

| 13. kolo             | 13. kolo |
| -------------------- | -------- |
| 1. travnja 2023.     |          |
| NOŠK – Vrčevo        | 1:1      |
| Debeljak – Arbanasi  | 1:2      |
| Podgradina – Galovac | 1:2      |
| [ 5 ]                |          |

| 14. kolo              | 14. kolo |
| --------------------- | -------- |
| 22. travnja 2023.     |          |
| Arbanasi – NOŠK       | 3:0      |
| Galovac – Vrčevo      | 2:3      |
| 23. travnja 2023.     |          |
| Podgradina – Debeljak | 2:2      |
| [ 5 ]                 |          |

| 15. kolo           | 15. kolo |
| ------------------ | -------- |
| 27. travnja 2023.  |          |
| Vrčevo – Arbanasi  | 1:5      |
| 29. travnja 2023.  |          |
| Debeljak – Galovac | 6:2      |
| NOŠK – Podgradina  | 0:3      |
| [ 5 ]              |          |

| 16. kolo            | 16. kolo |
| ------------------- | -------- |
| 6. svibnja 2023.    |          |
| Vrčevo - Podgradina | 5:4      |
| NOŠK - Debeljak     | 1:2      |
| Galovac - Arbanasi  | 3:0      |
| [ 5 ]               |          |

| 17. kolo              | 17. kolo |
| --------------------- | -------- |
| 13. svibnja 2023.     |          |
| Podgradina - Arbanasi | 1:4      |
| NOŠK - Galovac        | 0:4      |
| Debeljak - Vrčevo     | 3:0      |
| [ 5 ]                 |          |

| 18. kolo             | 18. kolo |
| -------------------- | -------- |
| 7. travnja 2023.     |          |
| Arbanasi - Debeljak  | 2:2      |
| 20. svibnja 2023.    |          |
| Galovac - Podgradina | 2:0      |
| Vrčevo - NOŠK        | 3:0      |
| [ 5 ]                |          |

| 19. kolo              | 19. kolo |
| --------------------- | -------- |
| 27. svibnja 2023.     |          |
| NOŠK - Arbanasi       | 3:0      |
| Vrčevo - Galovac      | 1:1      |
| Debeljak - Podgradina | 2:2      |
| [ 5 ]                 |          |

| 20. kolo           | 20. kolo |
| ------------------ | -------- |
| 3. lipnja 2023.    |          |
| Podgradina - NOŠK  | 1:5      |
| Galovac - Debeljak | 2:0      |
| Arbanasi - Vrčevo  | 1:1      |
| [ 5 ]              |          |

## Vanjske poveznice
- Nogometni savez Zadarske županije
- dalmatinskinogomet.hr